# Carlos Castillo Mattasoglio
Carlos Gustavo Castillo Mattasoglio (Lima, 28 de febrer de 1950) és un sociòleg, docent universitari, teòleg catòlic i cardenal peruà, arquebisbe de Lima i Primat del Perú.

## Biografia
Va néixer el 28 de febrer de 1950 a la ciutat peruana de Lima, fill del matrimoni d'August Castillo Huza i Angélica Mattasoglio.
Va realitzar la seva formació primària al col·legi Dalton al districte de Lince, i va completar la seva formació secundària al Col·legi Sant Agustí el 1966.
Després de realitzar estudis a la Facultat de Lletres i Ciències Humanes de la Universitat Nacional Major de San Marcos (1968-1973), va obtenir el batxillerat en Ciències socials, especialització en sociologia. Durant la seva època universitària, va ingressar a la Unió Nacional d'Estudiants Catòlics (UNEC), on va conèixer el sacerdot i teòleg Gustavo Gutiérrez, pare de la teologia de l'alliberament, qui va ser el seu mestre.
Va ingressar, com a seminari, al Pontifici Col·legi Espanyol de Sant Josep de Roma el 1979, any en què va ser enviat a estudiar a la Pontifícia Universitat Gregoriana de la mateixa ciutat, on va aconseguir el batxillerat en Filosofia (1979), i en Teologia (1983) . Posteriorment, va obtenir la llicenciatura (1985), i el doctorat (1987) en Teologia dogmàtica a la Pontifícia Universitat Gregoriana, amb l'obra: Sobre la conversió en la Història de les Índies de Bartomeu de les Cases.
A més de castellà, també parla italià i francès.

### Sacerdoci
Va ser ordenat diaca el 16 d'octubre de 1983, a la parròquia Santa Giulia di Caprona, a Pisa; a mans del cardenal-arquebisbe Juan Landázuri Ricketts OFM. La seva ordenació sacerdotal va ser el 15 de juliol de 1984, a la Catedral de Lima , a mans del mateix cardenal-arquebisbe.
Com a sacerdot va exercir els següents ministeris:
- Col·laborador a la parròquia Sant Joan Apòstol (1991-1999).
- Vicari parroquial de Sant Francesc d'Assís , de Tablada de Lurín (1987-1990).
- Vicari parroquial de l'Encarnació , del Cercado de Lima (1990-1991).
- Assessor nacional de la Comissió Episcopal per a la Joventut de la Conferència Episcopal Peruana (CEP; 1990-2001).
- Vicari episcopal, i organitzador per a la Pastoral Juvenil (1996-1999).
- Responsable de la Pastoral Vocacional (1996-1999).
- Vicari parroquial de Sant Joan Apòstol , de Pueblo Libre (1999-2001).
- Conseller nacional de Pastoral per a la Joventut (2000).
- Rector de Verge Mitjanera , al Cercado de Lima (2002-2009).
- Director de relacions amb l'Església de la Pontifícia Universitat Catòlica del Perú (2003-2006).
- Rector de l'església Sant Llàtzer al Rímac (2010-2015).[5]
- Col·laborador de la parròquia Sant Francisco Solano, del Rímac (2019).
- Assessor nacional de la Unió Nacional d'Estudiants Catòlics del Perú (1987-1998).
- Responsable arxidiocesà de la Pastoral Universitària de Lima (1991-1999).
- Docent de l'Institut dEstudis Teològics Joan XXIII (1987-2019).
- Va participar en la Trobada Mundial d'Assessors a Pastoral Juvenil, a Nemi, per a la preparació de la Jornada Mundial de la Joventut 2000.
- Assessor i coordinador de la Trobada Nacional i Andina de joves com a avantsala i en coordinació amb la JMJ sota el lema «La paraula es va fer jove i va habitar entre nosaltres» (2000).
- Professor principal de Teologia (des de 1987);[6][7][8][9] membre del Consell Universitari (2003-2006), i col·laborador i assessor del programa de confirmació al Centre d'Assessoria Pastoral Universitària (2019) a la Pontifícia Universitat Catòlica del Perú (PUCP).

Com a tots els docents del departament de Teologia de la PUCP, durant el conflicte entre la comunitat universitària i l'arquebisbat de Lima, el llavors arquebisbe Juan Luis Cipriani no li va renovar el mandat canònic per a l'ensenyament de teologia catòlica a partir de l'any 2013. Després del tancament d'aquest conflicte mitjançant una negociació directa amb la Congregació per a l'Educació Catòlica de la Santa Seu, es van reformar els estatuts d'aquesta institució de manera que el mandat canònic aniria a ser concedit pel gran canceller. El llavors gran canceller nomenat pel Vaticà, el cardenal Giuseppe Versaldi, va estendre novament el mandat canònic el 2016 a tots els professors suspesos per Cipriani, incloent Castillo.Durant els anys en què va mancar del mandat canònic, Castillo es va exercir ensenyant cursos d'ètica i de pensament social cristià.

### Episcopat

#### Arquebisbe de Lima
El 25 de gener de 2019, el papa Francesc el va nomenar arquebisbe de Lima i Primat del Perú. És el primer sacerdot diocesà a ser nomenat arquebisbe de Lima des del cardenal Juan Gualberto Guevara, ja que els seus predecessors van pertànyer a diversos ordes religiosos: Landázuri era franciscà, Vargas Alzamora era jesuïta i, el seu predecessor Cipriani, de l'Opus).
A més del seu escut, va escollir com a lema la frase «A tu et dic, aixeca't!» ( Tibi dico sorgeix ).
Va ser consagrat el 2 de març del mateix any, a la catedral de Lima, a mans de l'arquebisbe Nicola Girasoli. El bisbe Luis Bambarén SJ, li va obsequiar el bàcul que va pertànyer al cardenal Landázuri.

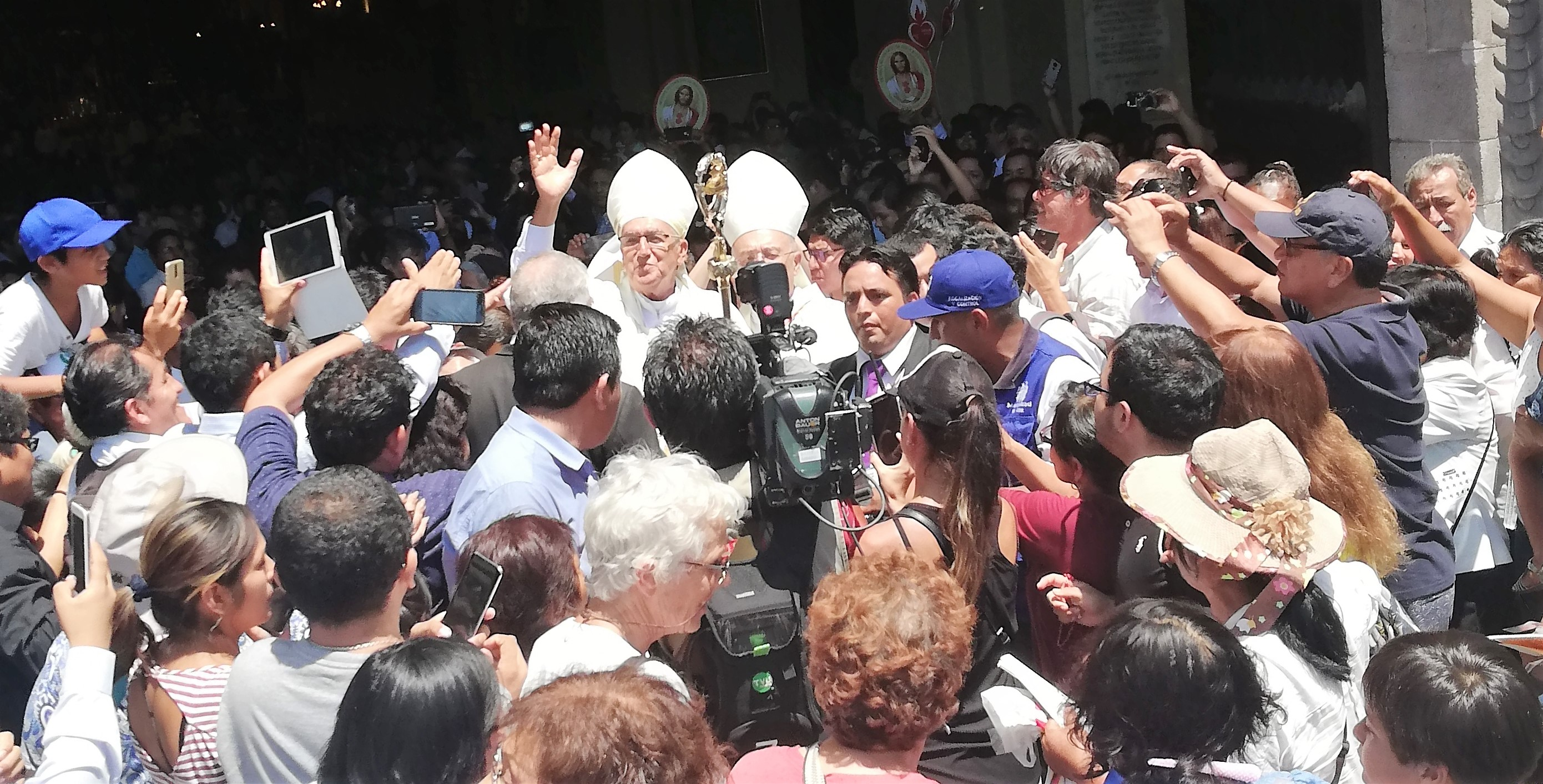
Carlos Castell fora de la Catedral de Lima, impartint la benedicció.

Va prendre possessió canònica el mateix dia de la seva ordenació. És el primer sacerdot a ser ordenat arquebisbe i prendre possessió de la seu episcopal de Lima el mateix dia des de feia 111 anys, quan va ser consagrat el ja mort arquebisbe Manuel García Naranjo.
En el seu missatge, Castillo va manifestar que:
| « | El nou arquebisbe no és l'únic que ha de treballar, sinó tots, sense cap excepció ni exclusió. | » |

Va presentar la seva visió d'una Església pobra, missionera, pasqual i sinodal, recollint el llegat de la Conferència de Medellín (1968), que va marcar una fita per a l'Església a Amèrica Llatina i per a la reflexió teològica i pastoral posterior.
Pal·li arquebisbal

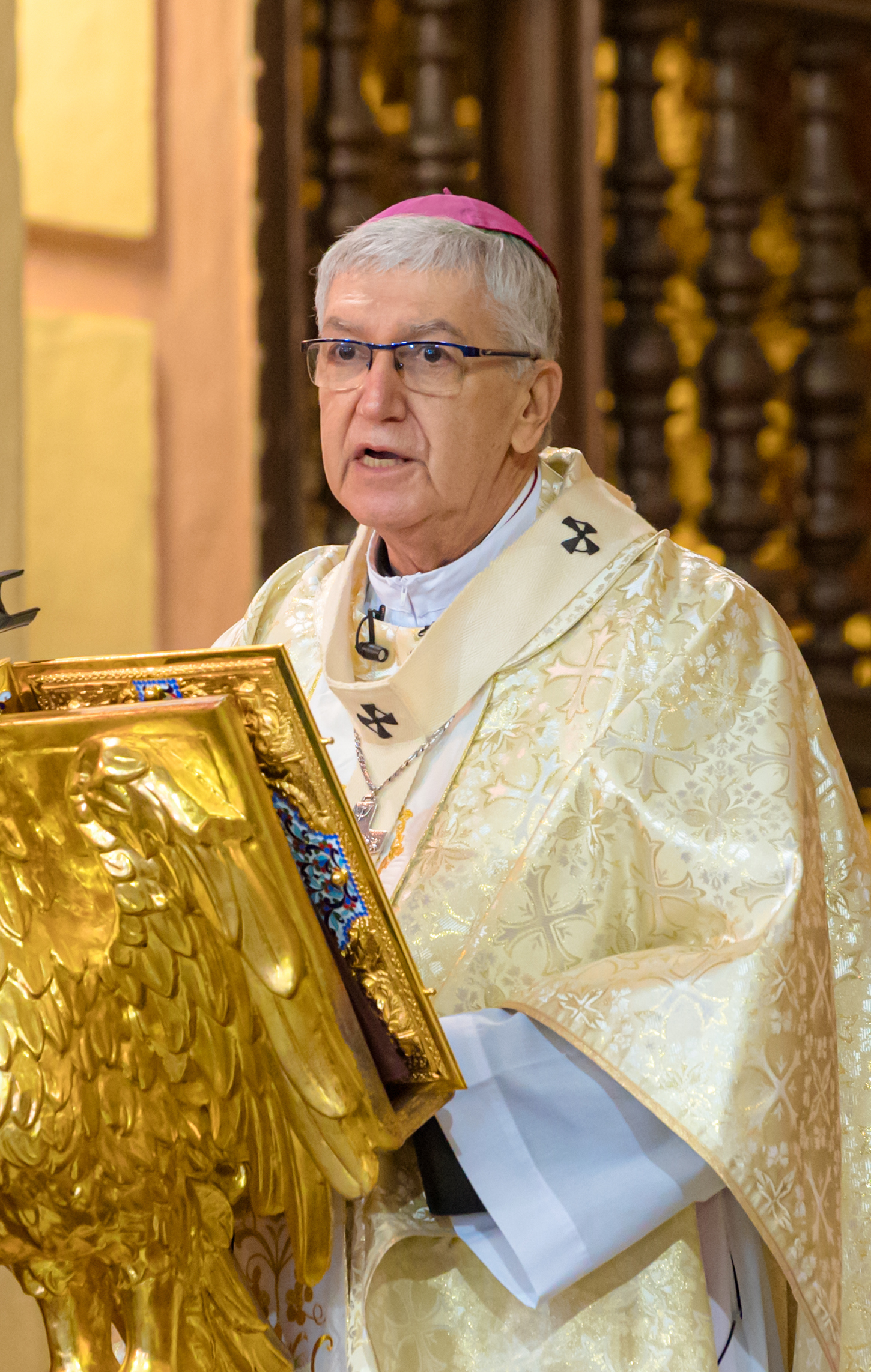
Castillo portant el pal·li arquebisbal (2021).

El 29 de juny de 2019, en una cerimònia a la Basílica de Sant Pere, va rebre el pal·li arquebisbal de mans del papa Francesc. En una entrevista a Vatican News, Castillo va manifestar: «El pal·li no és una espasa, ni un ceptre de poder, el pal·li és el signe de l'autoritat de l'arquebisbe, és un símbol de l'ovella que ha de carregar tot pastor per al servei de tota l'Església». En aquesta línia, va reafirmar la comunió amb el papa Francesc i amb la visió d'una "Església en sortida" i misericordiosa. El 6 de juliol del mateix any, en una cerimònia a la Catedral de Lima , va rebre la imposició del pal·li arquebisbal de mans de l'arquebisbe Nicola Girasoli.
En 2024, va ser nomenat Gran canceller i, per tant, president d'honor, de la Pontifícia Universitat Catòlica del Perú, en reemplaçament del cardenal Pedro Barreto Jimeno.

### Cardenalat
El 6 d' octubre de 2024, durant l'Àngelus del papa Francesc , es va fer públic que seria creat cardenal. .
Després del seu nomenament, sol·licità al congrés peruà la derogació de la Llei del Crim Organitzat.
Va ser creat cardenal pel papa Francesc durant el consistori del 7 de desembre del mateix any, amb el títol de cardenal prevere de la Santa Maria delle Grazie a Casal Boccone.

## Distincions
- Doctorat honoris causa per la Universitat Nacional de Piura (2019);
- Medalla Mariano Santos Mateo, gran general de la Policia Nacional del Perú (2019).

## Obres
- Libres para creer, la conversión según Bartolomé de las Casas en la historia de las Indias, Fondo Editorial PUCP, 1993.
- Teologia della rigenerazione, EMI, (2001).
- La opción por los jóvenes en Aparecida, CEP-IPADEJ-IBC, (2008).
- Joven, a ti te digo, ¡levántate!, CEP, (2009).
- Caminando en el amor. El pastor de una Iglesia viva. Homenaje al cardenal Juan Landázuri Ricketts en el centenario de su nacimiento (editor), Fondo Editorial PUCP, (2014).